# William Edward Hartpole Lecky

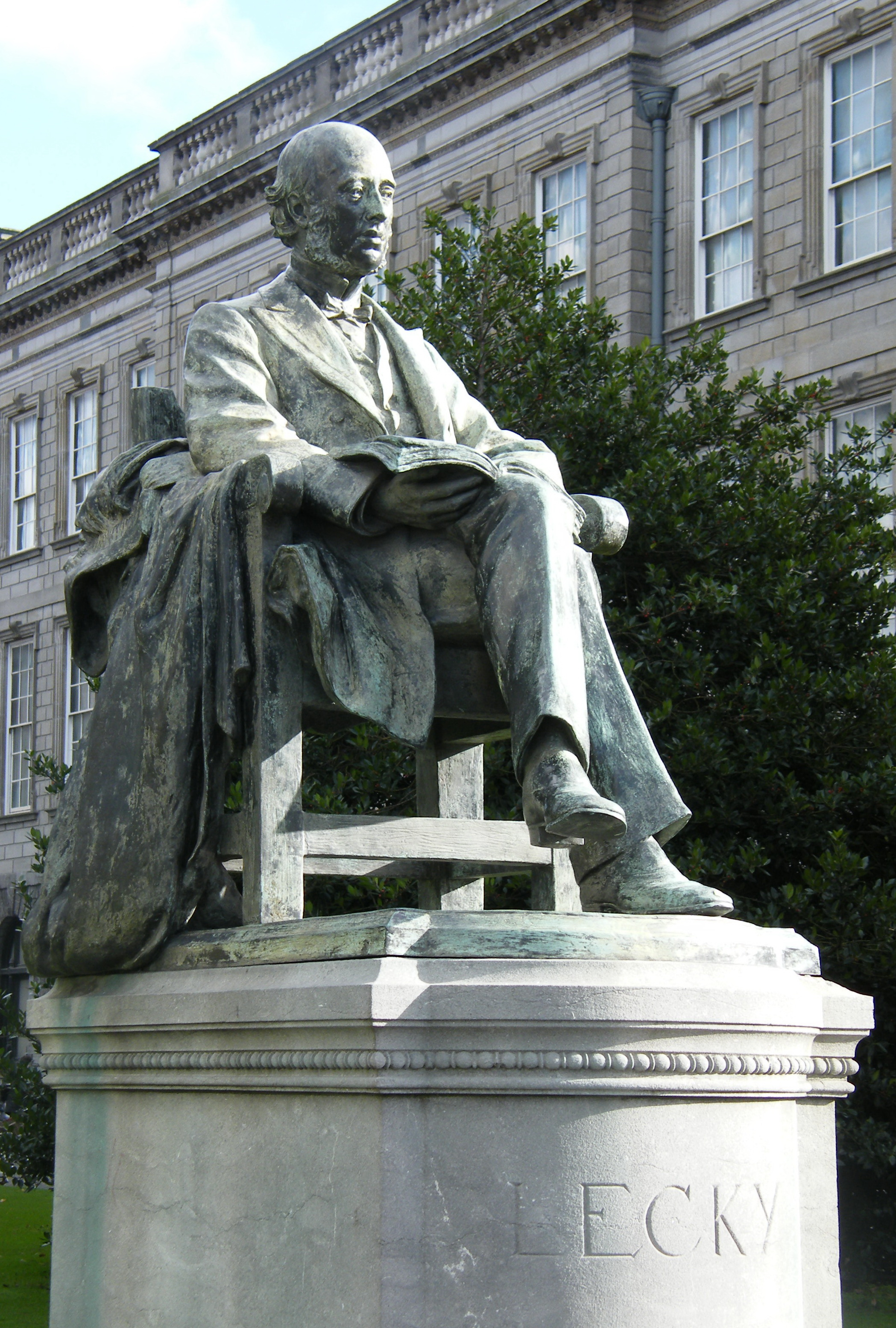
Sa statue au Trinity College (Dublin).

William Edward Hartpole Lecky, né le 26 mars 1838 et mort le 22 octobre 1903, est un historien irlandais.

## Œuvres
- A History of England in the Eighteenth Century (1878): online edition vol 1; volume 8
- History of European Morals from Augustus to Charlemagne (1869): volume one of two; volume two of two
- Advertisement in New York Times seeking subscriptions to Memorial Fund (July 9, 1904): facsimile